# Marcus Fulvius Bambalio
Marcus Fulvius Bambalio war ein Abkömmling des römischen Adelsgeschlechts der Fulvier und der Vater der Fulvia, der Gattin des Marcus Antonius.

## Leben
Obwohl Fulvius Bambalio der plebejischen Nobilität angehörte und ein Nachfahre der berühmten Fulvier war, dürfte er nur wenig geschätzt worden sein, wenn man Cicero Glauben schenken mag.  Seinen Spottnamen Bambalio (= Stammler) erhielt er wegen seiner stotternden Sprechweise. Er heiratete die Plebejerin Sempronia, die der Familie der Sempronii Tuditani angehörte. Die aus dieser Ehe stammende Tochter Fulvia heiratete den Triumvirn Marcus Antonius. Der römische Historiker Cassius Dio verwertete die Bemerkungen von Antonius’ Gegner Marcus Tullius Cicero über Fulvias Vater in den selbstverfassten Reden seines Geschichtswerks, die er Cicero und Calenus in den Mund legt, vor allem zum Wortspiel mit dem Spottnamen des Marcus Fulvius.